# Anaxipha ciliata
Anaxipha ciliata is een rechtvleugelig insect uit de familie krekels (Gryllidae). De wetenschappelijke naam van deze soort is voor het eerst geldig gepubliceerd in 1804 door Afzelius & Brannius.